# 柳川竜二
柳川 竜二（やながわ りゅうじ、1956年〈昭和31年〉3月5日 - ）は、大分県大分市出身、東京都港区在住の俳優。
芸能総合プロダクション柳川軍団の会長である。

## 略歴・人物
2016年 同じ大分県出身で同級生でもある映画監督の山本政志氏の薦めにより俳優としての道に入る。
2019年 芸能総合プロダクション柳川軍団を設立。代表に俳優の今村優之を迎え、柳川自身は会長となる。

## エピソード
1980年代の竹の子族やローラー族の10万人集会では、柳川が中心になってメガフォンを持ち、先導、しんがりを務めていた。
当時はロックンローラー族として内田裕也やミッキーカーチスの参加もあった。
「すじぼり」（2019年）では、侠客指導。
「脳天パラダイス」（2020年）では、賭博師と賽本引き指導。
「歳三の刀」日露合作映画（2022年）では、朝堂院大覚が堀川国広（刀鍛冶）役で柳川竜二がその助手役を務める。

## 出演

### 映画
- ろくでなし（2017年）
- すじぼり（2019年）
- 脳天パラダイス（2020年）
- 歳三の刀（2022年）

### テレビ
- 世界の十代　原宿24時（NHK）